# Microdonophagus woodleyi
Microdonophagus woodleyi är en stekelart som beskrevs av Schauff 1986. Microdonophagus woodleyi ingår i släktet Microdonophagus och familjen finglanssteklar.
Artens utbredningsområde är:
- Colombia.
- Panama.

Inga underarter finns listade i Catalogue of Life.